# هام الشرقية (إنجلترا)
هام الشرقية (بالإنجليزية: East Ham)‏ هو حي يقع في بلدية لندن نيوهام في إنجلترا، على بُعد 12.8 كيلومترًا (8 أميال) شرقًا من تشارينج كروس. يُعترف كمركز رئيسي في خطة لندن، ويبلغ عدد السكان 76,186 نسمة.

## التاريخ
أول استخدام مكتوب معروف للمصطلح "هام" يعود إلى وثيقة أنجلو سكسونية من عام 958، حيث منح الملك إيدجار موقع هام (الذي كان آنذاك غير مقسم) إلى أثيلستان الأيلدرمان. وفي وثيقة لاحقة من عام 1037 تصف نقلًا للأرض، وقد حُددة هذه الأرض بكونها إيست هام، مشيرة إلى أن أول تقسيم للأراضي حدث بين عامي 958 و 1037.
يعود اسم المكان إلى الإنجليزية القديمة "هام" ويعني "منطقة يابسة بين الأنهار أو الأراضي المستنقعية"، مشيرًا إلى موقع المستوطنة داخل حدود تشكلت من خلال أنهار ليا وتيمز ورودينج ومستنقعاتها. يبدو أنَّ من المرجَّح أنَّ شمال وولويتش قد تمَّ فصلها عن هام بعد غزو النورمان.
أقرب استخدام مُسجل لاسم إيست هام، والذي يُميزه عن هام أو ويست هام، يعود إلى عام 1204 باسم "إستهام"؛ حيث تطبق مصطلحات إيست هام وويست هام على الأبرشيات القديمة في هذا المكان بحلول نهاية القرن الثاني عشر.

### الإدارة والتمثيل
أُنشئت منطقة حكومة إيست هام المحلية في عام 1878، عندما اعتمدت الأبرشية القديمة لإيست هام قانون حكومة المحلية لعام 1858 وشكلت مجلسًا محليًا يتألف من تسعة أعضاء لإدارة المنطقة. في عام 1886، تم توسيع منطقة الحكومة المحلية لتشمل الأبرشية المدنية لليتل إلفورد (المعروفة أيضًا باسم منور بارك)، وتم زيادة عدد أعضاء المجلس إلى 12. قانون حكومة المحلية لعام 1894 أعاد تشكيل المنطقة باعتبارها منطقة حضرية لإيست هام، حيث استبدل المجلس بمجلس بلدي حضري منتخب يتألف من 15 عضوًا. في عام 1900، تم إلغاء الأبرشية المدنية لليتل إلفورد وامتصاص منطقتها في الأبرشية المدنية الموسعة لإيست هام.
دُمجت منطقة إيست هام الحضرية في إسيكس باعتبارها منطقة بلدية في 10 أغسطس 1903. حيثُ سعت إيست هام للحصول على وضع المقاطعة وحصلت عليه في 1 أبريل 1915 وظلت كذلك حتى عام 1965 عندما لُغيت ودُمجت مع مقاطعة ويست هام لتشكيل منطقة لندن نيوهام. 
كانت المكاتب الرئيسية لمجلس نيوهام عند تقاطع طريق باركينج وهاي ستريت ساوث في قاعة مدينة إيست هام السابقة، وهو هيكل إدواردي مُدرج من الدرجة الثانية صممه إيه إتش كامبل وإتش تشيرز وجي سميث، والذي تضمن برج ساعة تاريخي . بُني باسمور إدواردز بين عامي 1901 و1903، وافتتح قاعة المدينة في 5 فبراير 1903  ومن ثم إنتقلت معظم أقسام المجلس إلى نيوهام دوكسايد (مبنى 1000، طريق دوكسايد E16) في عام 2010.
إيست هام هو أيضًا اسم دائرة انتخابية في مجلس العموم البرلماني البريطاني، تغطي إيست هام والمناطق المجاورة. العضو الحالي في البرلمان (MP) هو ستيفن تيمز.

### التاريخ المبكر
بُنيت قلعة بولين في شارع جرين في القرن السادس عشر واستمرت حتى الخمسينيات من القرن الماضي.

### النمو الإقتصادي
في عام 1859، تم افتتاح محطة السكك الحديدية في إيست هام، وعلى الرغم من أن المنطقة كانت لا تزال توصف بأنها "قرية متناثرة" في عام 1863، إلا أن توفر وسائل النقل أدى إلى زيادة التحضر، خاصة اعتبارًا من عام 1890 وما بعده. الخدمات الكهربائية لسكة حديد المنطقة خدمت إيست هام لأول مرة في عام 1908.

### الحرب العالمية الأولى
في عام 1915، قام عمدة وبلدية إيست هام بتجنيد كتيبة من الرجال المحليين للخدمة العسكرية. أصبحت هذه الوحدة الكتيبة الـ 32 (إيست هام) في فوسيلييرويال (لواء مدينة لندن). تم تخصيص الكتيبة للانضمام إلى اللواء 124، والذي كان جزءًا من الفرقة 41، وخدمت على الجبهات الغربية والإيطالية. كان معدل عدد الجنود في الكتيبة الكاملة حوالي 1,036 رجل، وتم تسجيل خسائر بلغت 444 في صفوف أصدقاء إيست هام بحلول مارس 1918 عندما تم تفكيك الكتيبة. حدث التفكيك لأن الجيش البريطاني كان يعاني من نقص شديد في القوى العاملة لدرجة أنه لم يعد قادرًا على الاحتفاظ بالعديد من الوحدات، وتم إعادة تعيين الأعضاء الباقين على قيد الحياة من كتيبة إيست هام إلى وحدات أخرى لرفع قوتهم.
كانت جزءًا أصلاً من مائة بيكونتري وجزءًا من مقاطعة إيسيكس التاريخية. منذ عام 1965، أصبحت إيست هام جزءًا من بلدية لندن نيوهام، وهي منطقة حكومية محلية في لندن الكبرى.

## الجغرافيا
يتكون معظم الإسكان في إيست هام بشكل رئيسي من منازل المدينة المتصفة بالصفوف السكنية الفيكتورية والإدواردية، غالباً ما تكون في شوارع مظللة بالأشجار.
هناك العديد من المساحات الخضراء في منطقة إيست هام، والتي عمومًا تعتبر منطقة حضرية حيوية. مقبرة كنيسة سانت ماري النورمانية تُحافظ عليها كمحمية طبيعية، وهي أكبر محمية من نوعها في لندن الكبرى. حدائق سنترال بارك (شارع سنترال بارك) وحديقة بلاشيت (شارع بلاشيت) هما أكبر حدائق في إيست هام، وتجمع كلتاهما بين المساحات المفتوحة ومناطق اللعب والمقاهي. هناك أيضًا مناطق للعب الصغيرة وحدائق أخرى، بما في ذلك حديقة برايوري (شارع جرانجوود) وحقل فلاندرز، حيث لعب قائد منتخب إنجلترا لكرة القدم بوبي مور كطفل خلال أواخر الأربعينات وأوائل الخمسينات. حاليًا، يعتبر حقل فلاندرز ملعب فريق فلاندرز إف سي، والملعب الآخر يُستخدم من قبل جمعية بوني داونز المجتمعية (BDCA) وجمعيات مجتمعية أخرى.
الكثير من المنطقة تتبع جزءًا من منطقة البريد E6، على الرغم من أن رموز البريد ليست مقصودة لتعريف المناطق.

### الديموغرافيا

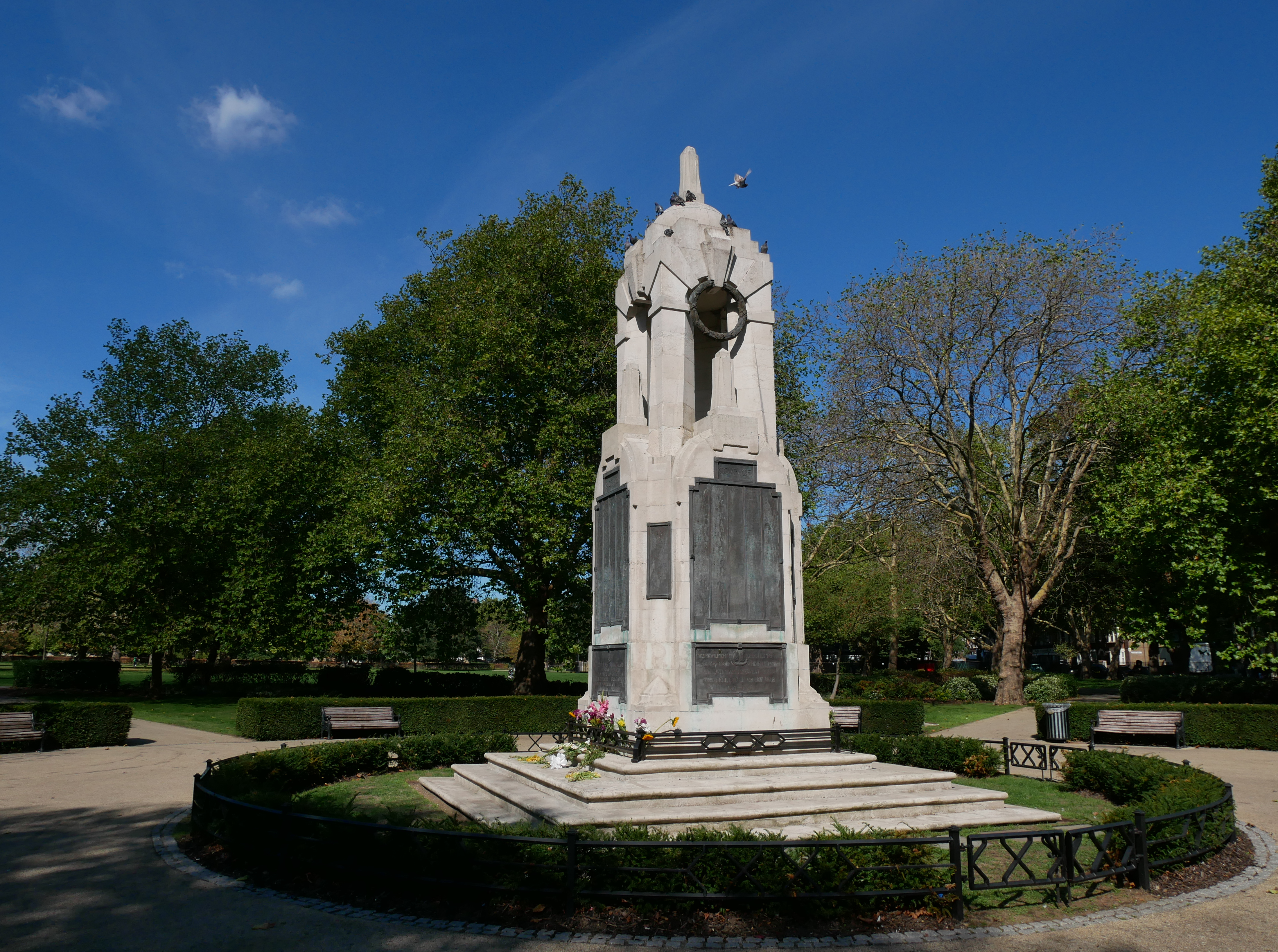
النصب التذكاري للحرب في إيست هام، وهو الآن مبنى مدرج من الدرجة الثانية.

إيست هام هي منطقة متعددة الثقافات، حيث يعيش فيها العديد من السكان الكاريبيين، والجنوب الآسيويين، والأفارقة، والشرق الأوروبيين. اعتبارًا من عام 2010، تعتبر إيست هام من بين المناطق التي تشهد أعلى معدل بطالة في المملكة المتحدة، حيث يبلغ 16.5٪ من سكانها مسجلين بوضع البطالة. وحوالي 7 من كل 10 أطفال يعيشون في إيست هام ينتمون إلى عائلات ذات دخل منخفض، مما يجعلها واحدة من أسوأ المناطق في البلاد من حيث فقر الأطفال.
في تعداد المملكة المتحدة لعام 2011، كانت نسبة 90.8٪ من منطقة إيست هام الشمالية ذوي الخلفيات غير البيضاء (السوداء والآسيوية والأقليات العرقية)، ونسبة 89.9٪ من منطقة جرين ستريت الشرقية كانوا ذوي الخلفيات غير البيضاء. وهذه هي النسب الثالثة والرابعة الأعلى في لندن الكبرى بأكملها، وتأتي فقط بعد منطقة ساوثال برودواي وساوثال جرين. أما نسبة منطقة إيست هام المركزية كانت 81.9٪. 
كانت منطقة وورد إند (الأجزاء الشرقية من إيست هام) لديها معدل جريمة بلغ 46.6٪ في عام 2014-2015، وهو أقل بكثير من المتوسط كليًا لكل من نيوهام ولندن الكبرى. 

### الدِيانة
هناك العديد من أماكن العبادة للعديد من الديانات المختلفة، بدءًا من كنيسة القديس ميخائيل وحتى معبد شارع كنسينغتون. يعود تاريخ كنيسة أبرشية القديسة مريم المجدلية إلى النصف الأول من القرن الثاني عشر ويُقال إنها أقدم كنيسة أبرشية لا تزال مستخدمة في لندن الكبرى. تحتوي المنطقة على نصب تذكاري لشخص يُدعى إدموند نيفيل، الذي ادعى لنفسه لقب إيرل ويستمورلاند الذي تم تصفيته في القرن السابع عشر. وهناك معبدان هندويان في المنطقة؛ أحدهما مكرس لماهالاكشمي والآخر لموروغان. تم إعادة بناء المعبد الأخير مؤخرًا بقاعة صلاة أكبر وبرج معبد تقليدي كما هو معتاد في معابدهم التاميلية في جنوب آسيا. بسبب وجود مجتمع مسلم كبير جدًا، تحتوي إيست هام أيضًا على العديد من المساجد. وتشمل بعض المساجد مركز الدعوة الإسلامي، ومسجد التوحيد، وجامع جمعية، ومسجد بلال، ومسجد المدينة.

### وسائل النقل
يتم توفير وصلات النقل في محطة مترو أنفاق إيست هام. تخدم محطة إيست هام خطوط المنطقة وهامرسميث والمدينة. إلى الشمال من إيست هام هي منور بارك وليتل إلفورد، وإلى الشرق عبر الطريق الدائري الشمالي هو باركينغ، وإلى الغرب هو آبتون بارك، وإلى الجنوب عبر الطريق A13 هو بيكتون ومطار لندن سيتي.
محطة قطار وودغرانج بارك تخدم الطرف الشمالي من الشارع الرئيسي، وهي جزء من شبكة القطارات العاملة فوق الأرض في لندن.

## الرياضة
قبل انتقال نادي ويست هام يونايتد إلى استاد لندن في عام 2016، كان مقره في ملعب بولين جراوند، الذي يقع قرب الحدود بين إيست هام وويست هام على طول شارع جرين ستريت. اندمج نادي إيست هام يونايتد مع نادي باركينغ وإيست هام يونايتد في عام 2001، وحُل النادي المندمج في عام 2006.

## المجتمع المحلي

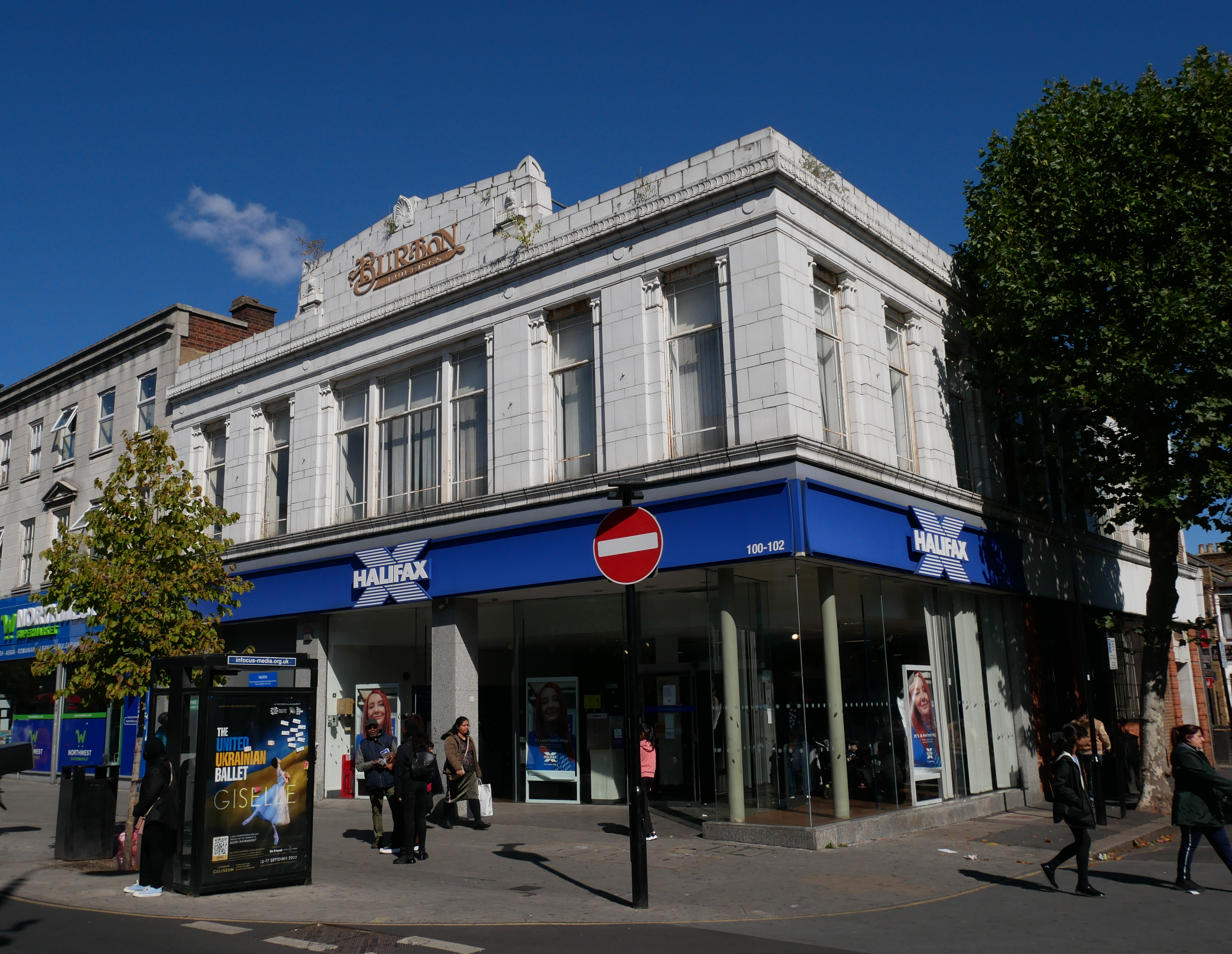
متجر بيرتون المبني لهذا الغرض في شارع هاي ستريت في إيست هام.

### جمعية سكان غريتفيلد
جمعية سكان غريتفيلد (بالإنجليزية: The Greatfield Residents Association)‏ هي جمعية سكان محلية مقرها في شرق هام جنوب (كانت هذه المنطقة عبارة عن جناح انتخابي يُعرف باسم "جريتفيلدز"، ومن هنا جاء الاسم). هدفهم هو الترويج للمنطقة المحلية وخلق "شعور بالعمل الجماعي". تجتمع المجموعة بانتظام وتنشر رسالة إخبارية نصف سنوية، بالإضافة إلى المشاركة في الأحداث المحلية والعمل مع المجلس لتشجيع التحسينات في المنطقة. وفي عام 2016، قاموا أيضًا بإنشاء سوق ربع سنوي للحرف والمواد الغذائية، بتمويل من صندوق إيفيننج ستاندرد ديبوسيسد، لعرض المواهب المحلية والتنوع.

## مشاهير
- جيمي بولارد: لاعب كرة قدم محترف سابق.
- تيرانس ديكس: كاتب غزير الإنتاج ومؤلف كتب الأطفال.[26]
- إدريس إلبا: ممثل إنجليزي، موسيقي، ممثل صوت، ودي جي.
- إليزابيث فراي: مصلح السجون الإنجليزية، ومصلح اجتماعي ومحسن مسيحي عاش في بلاشيت هاوس.[27]
- نويل جوردون: ممثلة إنجليزية ومقدمة برامج ومديرة تلفزيونية.
- بيل كين: لاعب كرة قدم محترف.
- كانو: مغني راب وممثل إنجليزي.
- السيدة فيرا لين: مغنية وكاتبة أغاني وممثلة حظيت تسجيلاتها الموسيقية وعروضها بشعبية كبيرة خلال الحرب العالمية الثانية.
- فريد ماسي: لاعب كرة قدم إنجليزي.[28]